# Discotarsa
Discotarsa es un género de insecto coleóptero de la familia Chrysomelidae.

## Especies
- Discotarsa brancuccii Medvedev, 1993
- Discotarsa subseriata Medvedev, 1993